# Битва біля Манцикерта (1071)
Би́тва під Манцике́ртом — битва, що відбулася 26 серпня 1071 року біля Манцикерта в Анатолії між візантійцями та тюрками-сельджуками, які вдерлися вглиб Візантійської імперії. Візантійськими силами командував імператор Роман IV Діоген, турецькими — султан Муххамад Алп-Арслан. Завершилася нищівним розгромом візантійців, внаслідок якого сам імператор потрапив до ворожого полону. Перемога сельджуків дала їм змогу закріпитися у Малій Азії, розпочавши його ісламізацію і отурчення. Для Візантії поразка знаменувала втрату тисячолітнього контролю імперії над Анатолією і стала символом початку занепаду імперії.

## Історичне тло
Сельджуки вийшли на кордони Візантійської імперії, підкоривши Аббасидський халіфат, тоді як міць Візантії почала зменшуватися при правлінні Костянтина IX і Костянтина X. 1064 року сельджуки захопили вірменську столицю Ані. Костянтин IX уклав із ними мир, але при Костянтині X сельджуки повністю окупували Вірменію, а потім Кесарею. Коли до влади в Константинополі прийшов Роман IV Діоген, його небожу Мануїлу Комніну вдалося відтіснити завойовників, але сам Мануїл потрапив у полон. Султан Алп-Арслан, проте, швидко згодився на мир, оскільки вважав своїм головним ворогом Фатимідський халіфат. У лютому Роман IV Діоген запропонував Алп-Арслану поновити перемир'я, плануючи розпочати відвоювання втрачених фортець, коли сельджуцький султан піде на Алеппо проти Фатимідів.

## Похід Романа IV Діогена
Візантійський імператор мав 40-70 тисяч війська. До нього входили візантійські сили із західної та східної частин імперії, 500 норманських найманців, печеніги, болгари, піхота з Антіохії, грузинські й вірменські загони, а також варязька гвардія самого монарха. Перехід війська через Малу Азію був важким і виснажливим. Роман Діоген не знав, де перебуває ворог, тоді як Алп-Арслан був чудово інформований про рух візантійців. Імператор сподівався захопити Манцикерт легко і розділив свої сили на дві частини. Невідомо, що сталося з другою частиною. 23 серпня сили імператора увійшли в Манцикерт, але фуражири наткнулися на сельджуків. Роман Діоген, вважаючи, що це не основні сили Алп-Арслана, вислав проти них кавалерійський загін, який потрапив у полон. На ніч сельджуки сховалися серед навколишніх пагорбів. Деякі з тюркських найманців, зустрівшись з родичами, перекинулися до сельджуків.

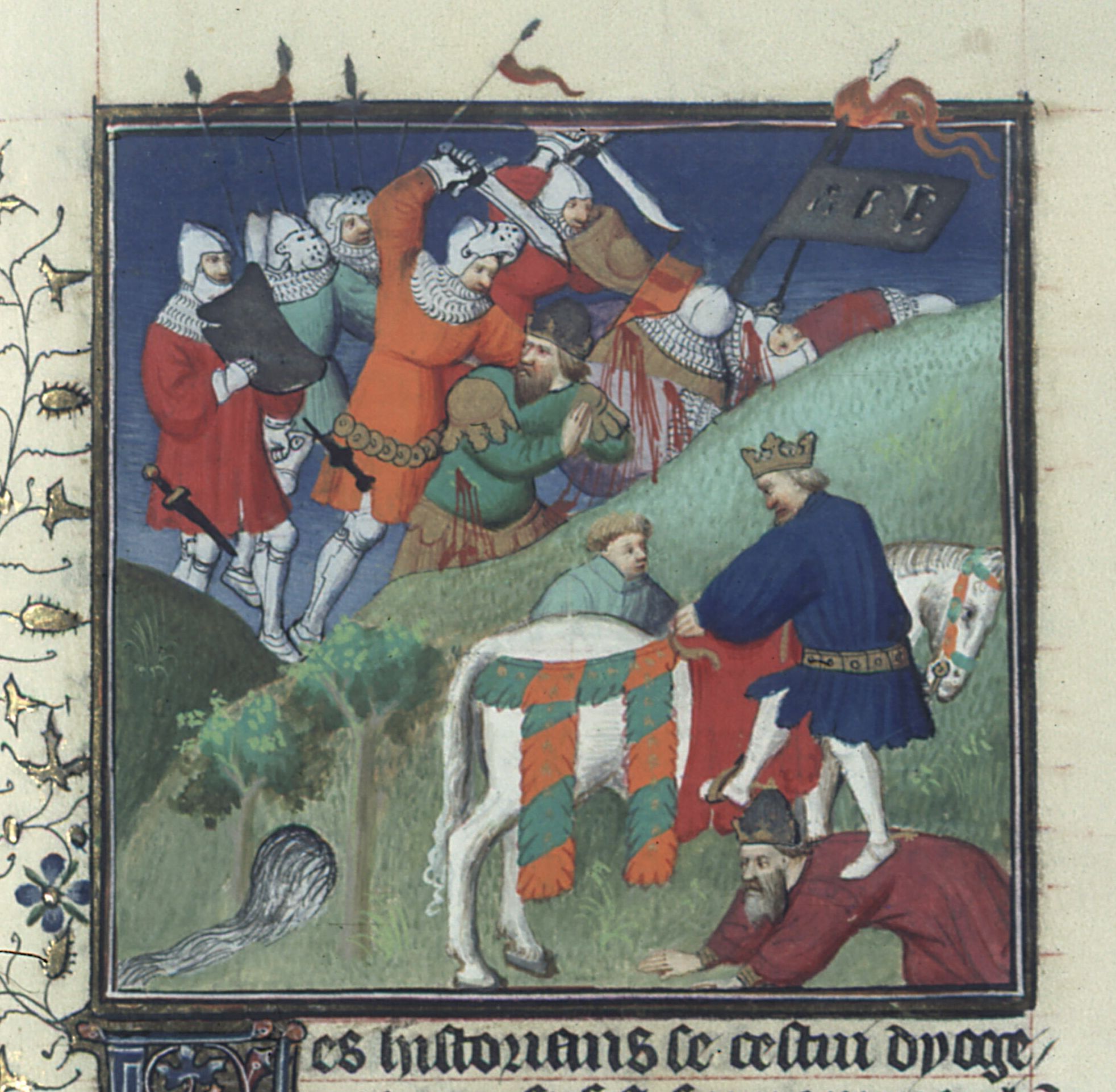
Алп-Арслан бере Романа IV Діогена у полон. Французька мініатюра XV століття

Основна битва відбувалася 26 серпня. Роман Діоген зробив помилку, довіривши резерв Андроніку Дуці, лояльність якого була сумнівна. Сельджуки вишикувалися півмісяцем, центр якого відступав під тиском візантійських військ, але самі візантійці йшли в оточення. Фланги потерпали від обстрілу стрілами. До вечора візантійцям вдалося заволодіти табором Алп-Арслана, але їм не вдалося нав'язати ворогу битви. Сельджуки застосовували звичну тактику степових народів — стрімкі удари й швидкий відступ. Під вечір Роман Діоген наказав відступати, але через непорозуміння Андронік Дука пішов зразу до Манцикерта, а не забезпечив відхід імператора.
Алп-Арслан скористався безладним відступом візантійців для вирішального удару. Фланги візантійського війська не витримали, й імператор зі своєю варязькою гвардією опинився в оточенні. Роман Діоген зазнав поранення й потрапив у полон.

## Роман IV Діоген у полоні
Пораненого й змученого імператора привели до Алп-Арслана. Сельджуцький султан велів йому лягти долілиць, поклав на шию чобіт і змусив цілувати землю. За легендою Алп-Арслан спитав у Романа Діогена, що він зробив би з ним, якби вони помінялися місцями. Роман Діоген відповів, що, мабуть, убив би. Алп-Арслан сказав у відповідь, що він не такий м'якосердний, а тому відпустить василевса.
Візантійський імператор залишався в полоні тиждень. Алп-Арслан поводився з ним шанобливо. Було досягнуто домовленостей щодо умов звільнення. Візантія повинна була поступитися Едесою та Антіохією, але зберігала за собою Анатолію. Викуп становив 10 млн золотих, і Алп-Арслан прийняв півтора мільйона одразу з поступовою виплатою решти. Домовилися про укладення династичного шлюбу.
Однак Роман IV Діоген не зумів утримати за собою імперію. Коли він повернувся до Константинополя, його осліпили й заслали до монастиря, де він помер від зараження.

## Наслідки
Попри те, що втрати візантійців у цій битві були не особливо великими, для імперії ця поразка мала катастрофічне значення. У Візантії розпочалася громадянська війна, яка зрештою призвела до втрати Анатолії, звідки тюрки витіснили грецьке та вірменське населення. Алп-Арслан за свого життя не нападав на Анатолію, але після його смерті сельджуки заполонили землі, яким уже до того завдали економічної шкоди візантійські аристократи, перетворивши їх у пасовиська. Незабаром, 1077 року, на колишніх візантійських землях виник Румський султанат. Надалі сельджуки також утратили єдине правління, що сприяло успіху Першого хрестового походу.